# Edward Stafford, III duca di Buckingham
Edward Stafford, III duca di Buckingham (Brecon, 3 febbraio 1478 – Tower Hill, 17 maggio 1521), era figlio di Henry Stafford, II duca di Buckingham e Catherine Woodville, sorella di Elisabetta Woodville, moglie di Edoardo IV d'Inghilterra. Condannato per tradimento, venne giustiziato il 17 maggio 1521.

## L'infanzia
Edward Stafford nacque al castello di Brecon, nel Galles ed era il primogenito di Henry Stafford, II duca di Buckingham e di Catherine Woodville (1458 circa-18 maggio 1497). Suoi nonni materni erano Richard Woodville e Giacometta di Lussemburgo, a sua volta figlia di Pietro I di Lussemburgo-Saint Pol. Sua zia materna era invece la regina Elisabetta Woodville che aveva sposato Edoardo IV d'Inghilterra.
Edward non era figlio unico, aveva un fratello minore, Henry Stafford, I conte di Wiltshire e due sorelle Elizabeth Stafford, Contessa di Sussex (1479 circa-11 maggio 1532 ed Anne Hastings, Contessa di Huntingdon. Il padre di Edward venne giustiziato per tradimento il 2 novembre 1483 a seguito della sua ribellione contro Riccardo III d'Inghilterra a favore del cugino Enrico Tudor e in seguito sua moglie si risposò con Gaspare Tudor di parecchi anni più vecchio di lei, figlio di Owen Tudor e di Caterina di Valois, vedova di Enrico V d'Inghilterra. Rimasta vedova di nuovo Katherine Woodville si risposò nuovamente con Richard Wiltshire lasciandolo vedovo nel 1497.

## Gli onori
Con l'esecuzione per tradimento nei confronti del re Henry perse oltre che la vita anche i titoli e le relative proprietà, all'epoca Edward era un bambino e venne nascosto in diverse case di famiglie nell'Herefordshire e lì rimase fino al 1485 anno in cui Riccardo III rimase ucciso alla Battaglia di Bosworth Field che pose sul trono Enrico Tudor con il nome di Enrico VII d'Inghilterra. L'avvento al trono di Enrico VII gli portò non solo la restituzione del titolo di Duca di Buckingham, ma anche il titolo di cavaliere dell'Ordine del Bagno datogli il 29 ottobre 1485, appena due mesi dopo Bosworth Field e il giorno dopo presenziò alla cerimonia di incoronazione di Enrico, i titoli e le proprietà paterne gli vennero formalmente restituite il mese dopo. Ovviamente Edward e i fratelli erano ancora minorenni così la loro tutela passò alla madre del re Margaret Beaufort, tutela che prese formalmente corpo il 3 agosto 1486.
Otto anni dopo Edward era a corte per assistere alla cerimonia in cui il giovane Enrico, secondogenito del sovrano, divenne Duca di York il 9 novembre 1494, l'anno dopo venne insignito dell'Ordine della Giarrettiera e nel 1497 fu mandato a capo di un contingente per sedare l'Insurrezione della Cornovaglia del 1497. In quegli anni Edward divenne una presenza fissa a corte, partecipando anche al matrimonio reale che si tenne nel 1501 fra Arturo Tudor e Caterina d'Aragona, destando particolare interesse per i propri splendidi abiti di sartoria. Al torneo che si tenne il giorno dopo per festeggiare le nozze egli era uno dei principali partecipanti.
Nel 1509 Enrico VII morì e fu succeduto dal suo secondogenito (Arturo era morto nel 1502) Enrico VIII d'Inghilterra e il 23 giugno, giorno dell'incoronazione del re, Edward venne nominato Lord High Constable un titolo che egli aveva reclamato per diritto ereditario, venne anche nominato Lord grande intendente e portò la corona che venne posta sul capo di Enrico. Nello stesso anno entrò anche nel Consiglio privato e nel 1510 venne coinvolto in uno scandalo che coinvolgeva la sorella Anne. Su di lei giravano indiscrezioni circa una relazione che stava intrattenendo con il cortigiano William Compton (1482 circa-1528) e quando furono sorpresi nella stessa stanza Compton dovette prendere i Sacramenti per provare che non aveva commesso adulterio. In ogni caso il marito di Anne, George Hastinsg, I conte di Huntingdon (1488-24 marzo 1544), la spedì in un convento alquanto ritirato e benché non esistessero prove di un effettivo adulterio nel 1523 Compton fece la strana scelta di destinarle alcune terre nel proprio testamento. Tutto questo però non intaccò la carriera di Edward che nel 1513 seguì Enrico alla testa di un contingente nella guerra che il re aveva dichiarato alla Francia.
Nel 1517 fu uno dei dodici uomini scelti per giostrare contro Enrico a un torneo, ma si tirò indietro adducendo come motivazione il fatto che temeva di combattere contro il re in persona e tre anni dopo lui e la moglie erano presenti al Campo del Drappo d'Oro.
Nel 1514 Edward era stato incaricato, insieme ad altri signori delle Marche, di mettere pace nel turbolento Galles meridionale, ma nel 1518 fu biasimato dal re per non aver ottenuto i risultati che egli voleva, secondo alcuni storici Edward esercitò sempre una piccola influenza politica diretta e in generale non riuscì mai, nonostante le onorificenze, a far parte del ristretto circolo del re.

## La condanna a morte
Edward portava nelle vene una discreta dose di sangue dei Plantageneti, sua nonna era Margaret Beaufort, Duchessa di Buckingham e questo faceva sì che, non solo Edward fosse imparentato con le più importanti famiglie del paese, ma il suo trisnonno era Giovanni Plantageneto, I duca di Lancaster, uno dei figli di Edoardo III d'Inghilterra e questo attirò su di lui i sospetti del re. Già da tempo, per altro, si era scontrato più volte con Enrico per via dei suoi forti sentimenti anti-francesi, fatto questo che gli costò anche l'ira di Thomas Wolsey, Lord Cancelliere, che aveva fatto di tutto per riavvicinare i due paesi con una pace che era culminata con il Campo del Drappo d'oro del 1520. Madre delle sue accuse fu una lettera anonima spedita nel 1520 in cui lo si accusava di essere colpevole di un tradimento che stava ordendo ai danni del sovrano che autorizzò un'indagine su di lui e lo stesso Enrico esaminò le testimonianze che erano state raccolte decidendo di chiamarlo a un processo. Nell'aprile 1521 Edward fu chiamato di fronte a una corte composta da 70 nobili suoi pari, presieduta da Thomas Howard, III duca di Norfolk in cui lo si accusava
di aver profetizzato  la morte del re e di aver cospirato per ucciderlo. Imprigionato alla Torre di Londra e dichiarato colpevole venne giustiziato il 17 maggio dello stesso anno, tutte le sue proprietà e i titoli vennero confiscati in modo postumo nel 1523.
Alcuni storici ritengono che egli fu uno dei pochi personaggi illustri quasi certamente colpevole ad essere giustiziato, anche se Tommaso Moro si lamentò del fatto che la condanna era stata comminata, essenzialmente, su dei sentito dire.

## Matrimonio e figli
Nel 1488 Enrico VII aveva suggerito che Edward sposasse Anna di Bretagna, ma nel dicembre dello stesso anno Henry Percy, IV conte di Northumberland pagò al re una considerevole somma perché permettesse le nozze fra Edward e sua figlia Eleanor Percy (1474 circa-13 febbraio 1530). I due insieme ebbero:
- Henry Stafford, I barone Stafford (18 settembre 1501-30 aprile 1563) che sposò Ursula Pole (1504 circa-12 agosto 1570), figlia di Margaret Pole e nipote per parte di madre di Giorgio Plantageneto, I duca di Clarence
- Elizabeth Stafford che sposò Thomas Howard, III duca di Norfolk
- Katherine Stafford (1499 circa-14 maggio 1555) che sposò Ralph Neville, IV conte di Westmorland
- Mary Stafford, che sposò George Nevill, V barone Bergavenny (1469 circa-28 settembre 1535) attorno al 1519

Edward avrebbe avuto anche alcuni figli illegittimi:
- George Stafford
- Henry Stafford
- Mary Stafford (1511 circa-25 maggio 1537)

## Ascendenza
|                                         |                   |                                      | Genitori                                    |  |  | Nonni |  |  | Bisnonni                                |  |  | Trisnonni                              |  |
|                                         |                   |                                      |                                             |  |  |       |  |  | Edmund de Stafford, V conte di Stafford |  |  | Hugh de Stafford, II conte di Stafford |  |
|                                         |                   |                                      |                                             |  |  |       |  |  | Edmund de Stafford, V conte di Stafford |  |  | Hugh de Stafford, II conte di Stafford |  |
|                                         |                   | Philippa de Beauchamp                |                                             |  |  |       |  |  | Edmund de Stafford, V conte di Stafford |  |  |                                        |  |
| Humphrey Stafford, I duca di Buckingham |                   |                                      |                                             |  |  |       |  |  | Edmund de Stafford, V conte di Stafford |  |  |                                        |  |
|                                         |                   | Anna di Gloucester                   | Tommaso Plantageneto, I duca di Gloucester  |  |  |       |  |  |                                         |  |  |                                        |  |
|                                         |                   | Anna di Gloucester                   | Tommaso Plantageneto, I duca di Gloucester  |  |  |       |  |  |                                         |  |  |                                        |  |
|                                         |                   | Anna di Gloucester                   | Eleonora de Bohun                           |  |  |       |  |  |                                         |  |  |                                        |  |
| Henry Stafford, II duca di Buckingham   |                   | Anna di Gloucester                   |                                             |  |  |       |  |  |                                         |  |  |                                        |  |
|                                         |                   | Edmund Beaufort, II duca di Somerset | John Beaufort, I conte di Somerset          |  |  |       |  |  |                                         |  |  |                                        |  |
|                                         |                   | Edmund Beaufort, II duca di Somerset | John Beaufort, I conte di Somerset          |  |  |       |  |  |                                         |  |  |                                        |  |
|                                         |                   | Edmund Beaufort, II duca di Somerset | Margaret Holland                            |  |  |       |  |  |                                         |  |  |                                        |  |
| Margaret Beaufort                       |                   | Edmund Beaufort, II duca di Somerset |                                             |  |  |       |  |  |                                         |  |  |                                        |  |
|                                         |                   | Eleanor Beauchamp                    | Richard de Beauchamp, XIII conte di Warwick |  |  |       |  |  |                                         |  |  |                                        |  |
|                                         |                   | Eleanor Beauchamp                    | Richard de Beauchamp, XIII conte di Warwick |  |  |       |  |  |                                         |  |  |                                        |  |
|                                         |                   | Eleanor Beauchamp                    | Margaret Ferrers                            |  |  |       |  |  |                                         |  |  |                                        |  |
| Edward Stafford, III duca di Buckingham |                   | Eleanor Beauchamp                    |                                             |  |  |       |  |  |                                         |  |  |                                        |  |
|                                         | Richard Woodville | …                                    |                                             |  |  |       |  |  |                                         |  |  |                                        |  |
|                                         | Richard Woodville | …                                    |                                             |  |  |       |  |  |                                         |  |  |                                        |  |
|                                         | Richard Woodville | …                                    |                                             |  |  |       |  |  |                                         |  |  |                                        |  |
| Richard Woodville, I conte Rivers       | Richard Woodville |                                      |                                             |  |  |       |  |  |                                         |  |  |                                        |  |
|                                         |                   | Joan Bedlisgate                      | …                                           |  |  |       |  |  |                                         |  |  |                                        |  |
|                                         |                   | Joan Bedlisgate                      | …                                           |  |  |       |  |  |                                         |  |  |                                        |  |
|                                         |                   | Joan Bedlisgate                      | …                                           |  |  |       |  |  |                                         |  |  |                                        |  |
| Catherine Woodville                     |                   | Joan Bedlisgate                      |                                             |  |  |       |  |  |                                         |  |  |                                        |  |
|                                         |                   | Pietro I di Lussemburgo-Saint Pol    | Giovanni di Saint-Pol                       |  |  |       |  |  |                                         |  |  |                                        |  |
|                                         |                   | Pietro I di Lussemburgo-Saint Pol    | Giovanni di Saint-Pol                       |  |  |       |  |  |                                         |  |  |                                        |  |
|                                         |                   | Pietro I di Lussemburgo-Saint Pol    | Margherita d'Enghien                        |  |  |       |  |  |                                         |  |  |                                        |  |
| Giacometta di Lussemburgo               |                   | Pietro I di Lussemburgo-Saint Pol    |                                             |  |  |       |  |  |                                         |  |  |                                        |  |
|                                         |                   | Margherita del Balzo                 | Francesco I del Balzo                       |  |  |       |  |  |                                         |  |  |                                        |  |
|                                         |                   | Margherita del Balzo                 | Francesco I del Balzo                       |  |  |       |  |  |                                         |  |  |                                        |  |
|                                         |                   | Margherita del Balzo                 | Sveva Orsini                                |  |  |       |  |  |                                         |  |  |                                        |  |
|                                         |                   | Margherita del Balzo                 |                                             |  |  |       |  |  |                                         |  |  |                                        |  |